# 毛集河
毛集河，是淮河上游左岸一条支流，位于河南省南部，发源于泌阳县东南部贲古顶，由北向南流经桐柏县东部的回龙乡、毛集镇，于信阳市平桥区王岗乡西南丰湾汇入淮河。全长59公里，流域面积303.5平方公里。流域内以山区为主。